# Осада Чернигова (1159)
Осада Чернигова (1159) — двойная неудачная попытка Изяслава Давыдовича изгнать своего двоюродного брата Святослава Ольговича из Чернигова после собственной первой неудачи в борьбе за Киев (1158).
Изяслав с половцами пришёл на Десну с юга, но черниговцы не позволили ему переправиться через неё и запросили помощь в Киеве. От Ростислава Мстиславича пришли киевский и галицкий полки, но к моменту их прихода Изяслав уже ушёл на юг.
Когда Святослав Всеволодович ушёл в Новгород-Северский, Изяслав был оповещён об этом, вернулся к Чернигову и форсировал Десну. Тогда Святослав спешно вернул с дороги вспомогательные войска. Половцы были разбиты и сброшены в Десну. Изяслав ушёл на юг, оставив в Выре Ивана Берладника. Владимир Андреевич преследовал отступающего противника и сжёг острог у Выря.